# Slobidka, Strîi
Slobidka (în ucraineană Слобідка) este un sat în comuna Mîrtiukî din raionul Strîi, regiunea Liov, Ucraina.

## Demografie
Componența lingvistică a localității Slobidka
     Ucraineană (99,09%)
     Alte limbi (0,91%)
Conform recensământului din 2001, majoritatea populației localității Slobidka era vorbitoare de ucraineană (99,09%), existând în minoritate și vorbitori de alte limbi.